# Dorado (ozvezdje)
Dorado ali Zlata riba (latinsko Dorado) je južno ozvezdje. Poimenovali so ga v 16. stoletju in danes je eno od 88 sodobnih ozvezdij. Ime se nanaša na ribo Coryphaena hippurus, v portugalščini znani kot dorado, včasih pa je prikazana kot riba mečarica. Zlata riba vsebuje večino Velikega Magellanovega oblaka, ki sega tudi v Mizo. Zemljin ekliptični pol leži znotraj ozvezdja.
Čeprav ime ozvezdja ni latinskega izvora, temveč portugalskega, so mu astronomi pripisali latinsko rodilniško obliko Doradus. Besedo smatramo (podobno kot sosednji asterizem Argo Navis) za žensko lastno ime grškega izvora s končnico -ō (kot v imenih Io, Kalisto in Argo), ki imajo rodilniško končnico -ūs. 

## Zgodovina
Je eno od dvanajstih ozvezdij, ki jih je konec 16. stoletja formuliral Petrus Plancius po opažanjih Pietra Dirkszoona Keyserja in Fredericka de Houtmana. Pojavilo se je:
- na Planciusovih zemljevidih iz leta 1592 in 1594, upodobljeno kot ostareli bradati mož z imenom Polofilak (Polophylax, "varuh tečaja").[2]
- na nebesnem globusu s 35-cm premerom iz leta 1597 v Amsterdamu; izdelala sta ga Plancius in Jodocus Hondius.
- v Bayerjevem nebesnem atlasu Uranomeria iz leta 1603, kjer se imenuje Dorado.
- v Keplerjevi izdaji Brahejevega seznama zvezd iz dela Tabulae Rudolphinae iz leta 1627; prvič se pojavi ime Xiphias, riba mečarica.

Zlato ribo so zgodovinsko uprizarjali kot ribo iz rodu Coryphaena ali mečarico, čeprav je slednja upodobitev netočna. Pojavlja se tudi kot zlata ribica. V 17. in 18. stoletju se pojavi tudi ime Xiphias ("mečarica"), a na koncu prevlada Dorado, kar sprejmejo tudi pri Mednarodni astronomski zvezi.
V kitajski astronomiji so zvezde Zlate ribe del dveh Južnih asterizmov (近南極星區, Jìnnánjíxīngōu) Xuja Guangqija: "Posut z belimi lisami" (夾白, Jiābái) in Zlata ribica (金魚, Jīnyú).

## Značilnosti

### Zvezde
4 najsvetlejše zvezde v Zlati ribi so:
- α Zlate ribe (dvojna zvezda z navideznim sijem 4,3, 169 svetlobnih let od Zemlje, spektralna razreda A0 IIIp in B9 IV)[1]
- β Zlate ribe (navidezni sij 3,63, 1.040 svetlobih let, Kefeidna spremenljivka razreda F4-G4 Ia-II)
- γ Zlate ribe (navidezni sij 4,26, 66 svetlobnih let, prototip spremenljivke Gama Zlate ribe, razred F0 V-F5 V)
- δ Zlate ribe (navidezni sij 4,34, 145 svetlobnh let, zvazda glavnega niza razreda A7 V)

R Zlate ribe je eda od mnogih spremenljivk v ozvezdju in zvezda z največjim navidezim premerom. S Zlate ribe, 9.721 je hiperorjakinja v Velikem Magellanovem oblaku. Je prototip svetle modre spremenljivke.
Supernova 1987A je bila najbližja supernova, ki se je zgodila od izuma teleskopa. SNR 0509-67.5 je ostanek nenavadno energične supernove tipa 1a izpred 400 let.
ON 0437-5439 je superhitra zvezda, katere hitrost presega ubežno hitrost Rimske ceste in Velikega Magellanovega oblaka.
V Zlati ribi se nahaja tudi Zemljin ekliptični južni pol (blizu ribine glave). Willem Jansson Bleau ga je imenoval "Polus Doradinalis" ("pol Zlate ribe").

### Telesa globokega neba
Zlata riba vsebuje večinski del Velikega Magellanovega oblaka, ki je bogat z objekti globokega neba. Gre za satelitsko galaksijo Rimske ceste, široko 25.000 svetlobnih let, oddaljeno 179.000 svetlobnih let. Gravitacijska interakcija z Rimsko cesto jo je povsem deformirala. Leta 1987 je gostil SN 1987A, prvo supernovo tistega leta in najbližjo od leta 1604. Vsebje preko 10 milijard zvezd. Vse koordinate so podane za epoho J2000.0.
- NGC 1566 (RA 04h 20m, 00s . -56° 56.3') je spiralna galaksija, ki daje ime skupini galaksij NGC 1566
- NGC 1755 (RA 04h 55m 13s Dec -68° 12.2') je kroglasta zvezdna kpica
- NGC 1763 (RA 04h 56m 49s Dec -68° 24.5') je svetla meglica, povezana s tremi tipi B-zvezd.
- NGC 1820 (RA 05h 04m 02s Dec -67° 15.9') je odprta zvezdna kopica.
- NGC 1850 (RA 05h 08m 44s Dec -68° 45.7') je kroglasta zvezdna kopica.
- NGC 1854 (RA 05h 09m 19s Dec -68° s 50,8') je kroglasta zvezdna kopica.
- NGC 1869 (RA 05h 13m 56s Dec -67° 22.8') je odprta zvezdna kopica.
- NGC 1901 (RA 05h 18 m 15s Dec -68° 26.2') je odprta zvezdna kopica.
- NGC 1910 (RA 05h 18 m 43s Dec -69° 13.9') je odprta zvezdna kopica.
- NGC 1936 (RA 05h 22m 14s Dec -67° 58.7') je svetla meglica in je eden od štirih NGC predmetov v bližini (drugi so še NGC 1929, NGC 1934 in NGC 1935).
- NGC 1978 (RA 05h 28m 36s Dec -66° 14.0') je odprta zvezdna kopica.
- NGC 2002 (RA 05h 30 m 17 Dec -66° 53.1') je odprta zvezdna kopica.
- NGC 2027 (RA 05h 35 m; 00s. -66° 55.0') je odprta zvezdna kopica.
- NGC 2032 (RA 05h 35 m; 21s Dec -67° 34.1'; znana tudi kot "meglica Galeba") je kompleks meglic, ki vsebuje štiri predmete z NGC označbami: NGC 2029, NGC 2032, NGC 2035 in NGC 2040.

- NGC 2080, ki ga imenujemo tudi "meglica Duhove glave", je emisija meglica, široka 50 svetlobnih let v Velikem Magellanovem oblaku. Tako se imenuje zaradi dveh vidnih lis, ki sta regiji formacije zvezd. Zahodni del je zelen zaradi kisikovega iona O2+, južni del rdeč zaradi emisije vodika alfa, osrednji pa rumen zaradi emisij kisikovega iona in vodika alfa.
- Tarantela je meglica v Velikem Magellanovem oblaku, poimenovana po obliki pajka. Vidna je s prostim očesom in večja od vseh v lokalni skupini galaksij (premer 1.000 svetlobnih let). Če bi nam bila tako blizu kot Orionova meglica, bi s svojim sijem na Zemlji metala sence.[1]
- NGC 2164 (RA 05h 58 m 53s Dec -68° 30.9') je odprta zvezdna kopica.
- N44 je supermehur vročega plina, ki ga je v medzvezdje ponesla eksplozija supernove.[9]